# Communauté de communes de l’Orée de Puisaye
Die Communauté de communes de l’Orée de Puisaye ist ein ehemaliger französischer Gemeindeverband mit der Rechtsform einer Communauté de communes im Département Yonne in der Region Bourgogne-Franche-Comté. Sie wurde am 1. Januar 2014 gegründet und umfasste 14 Gemeinden. Der Verwaltungssitz befand sich im Ort Charny.

## Historische Entwicklung
Der Gemeindeverband entstand 2014 durch Fusion der Vorgängerorganisationen Communauté de communes de la Région de Charny und Communauté de communes des Coteaux de la Chanteraine.
Mit Wirkung vom 1. Januar 2016 wurde der Gemeindeverband aufgelöst und in eine Commune nouvelle unter dem Namen Charny Orée de Puisaye transformiert.

## Ehemalige Mitgliedsgemeinden
1. Chambeugle
2. Charny
3. Chêne-Arnoult
4. Chevillon
5. Dicy
6. Fontenouilles
7. Grandchamp
8. Malicorne
9. Marchais-Beton
10. Perreux
11. Prunoy
12. Saint-Denis-sur-Ouanne
13. Saint-Martin-sur-Ouanne
14. Villefranche